# Darryl Dawkins
Darryl Dawkins (* 11. Januar 1957 in Orlando, Florida; † 27. August 2015 in Allentown, Pennsylvania) war ein US-amerikanischer Basketballspieler, der von 1975 bis 1989 in der NBA aktiv war. Sein Markenzeichen waren seine extrem kraftvollen Slam Dunks. In der Saison 1979 zerbrach er zweimal die Rückwand hinter dem Korb.
Der größte Erfolg in Dawkins’ Karriere war das Erreichen der Finals 1980 mit den Philadelphia 76ers. Er spielte ebenfalls bei den New Jersey Nets und kurze Zeit für die Detroit Pistons und Utah Jazz. Sein Spitzname war Chocolate Thunder, den er vom Musiker Stevie Wonder erhielt. Mit diesem Titel veröffentlichte er auch seine Autobiografie Chocolate Thunder: The Uncensored Life and Time of Darryl Dawkins.
Aufgrund seiner Dunks wurde die Aufhängung moderner NBA-Körbe verändert. Waren die Körbe vorher fest am Brett verankert, wurden sie nun federnd aufgehängt, sodass sie bei einem Dunk nachgaben, statt dass man sie herausreißen und die daran befestigte Rückwand zerstören konnte. Diese breakaway rims waren zwar schon 1975 erfunden worden, aber die Notwendigkeit wurde erst 1979 mit Dawkins erkannt.
Darryl Dawkins starb im Alter von 58 Jahren in einem Krankenhaus in Allentown, Pennsylvania, an einem Herzinfarkt.